# Ross Cronjé
Ross Cronjé (Johannesburgo, 26 de julio de 1989) es un jugador sudafricano de rugby que se desempeña como medio scrum. Es hermano del también jugador de rugby Guy Cronjé.

## Carrera
Debutó como profesional con los Natal Sharks en 2009, resultó campeón de Currie Cup y jugó con ellos tres temporadas. Desde 2012 juega en el Super Rugby con los Lions, donde debe disputar su posición con Faf de Klerk y participa de la competición sudafricana con los Golden Lions.

## Selección nacional
Fue convocado a los Springboks por primera vez en junio de 2017 para jugar ante Les Bleus, por el momento lleva tres partidos jugados y cinco puntos marcados producto de un try.

## Palmarés
- Campeón de la Currie Cup de 2010 y 2015.